# Birgit Schaufler
Birgit Schaufler ist eine deutsche Pädagogin. Sie ist seit 2009 Professorin für Pädagogik und seit 2021 Präsidentin der Katholischen Stiftungshochschule München.

## Leben und Wirken
Schaufler absolvierte zunächst eine Ausbildung zur Physiotherapeutin und war anschließend in diesem Berufsfeld tätig. Daraufhin studierte sie  an der Universität Augsburg Pädagogik, Psychologie und Soziologie, was sie mit dem Titel Diplom-Pädagogin abschloss. Sie promovierte nach einer Lehr- und Forschungstätigkeit in Pädagogik an der Universität Augsburg über die soziokulturelle Konstruktion von Körper- und Geschlechterbildern. Anschließend führte Schaufler Trainings, Beratungen und Coachings im Bereich der Führungskräfteentwicklung durch und war Leitung eines Weiterbildungsunternehmens im Gesundheits- und Sozialwesen.
Seit 2009 ist Schaufler Professorin für Pädagogik an der Katholischen Stiftungshochschule München. Zwischen 2016 und 2021 war sie dort Vizepräsidentin für Forschung und Lehre und seit 2021 ist sie Präsidentin der Hochschule. Schaufler ist damit die erste Frau in diesem Amt. Ihre Arbeits- und Forschungsschwerpunkte sind unter anderem Führungs- und Professionsforschung, Personal- und Organisationsentwicklung, Bildungstheorie und Biographieforschung.

## Funktionen und Mitgliedschaften (Auswahl)
(Quelle: )
- Zweite Vorsitzende der Landesarbeitsgemeinschaft der öffentlichen und freien Wohlfahrtspflege in Bayern
- Mitglied im Vorstand des Landesverbandes kath. Einrichtungen und Dienste der Erziehungshilfen in Bayern e.V. (LVkE)
- Mitglied des Aufsichtsrates des Caritasverbandes der Erzdiözese München und Freising
- Mitglied der Auswahlkommission der Studienstiftung des Deutschen Volkes
- Mitglied der Auswahlkommission des Max Weber-Programms Bayern
- Mitglied der Deutschen Gesellschaft für Erziehungswissenschaft

## Publikationen

### Bücher

#### Monografien
- Birgit Schaufler (2000): Frauen in Führung! Von Kompetenzen, die erkannt und genutzt werden wollen. Hogrefe AG Bern. ISBN 978-3-456-83487-0
- Birgit Schaufler (2002): ‚Schöne Frauen - Starke Männer‘. Zur Konstruktion von Leib, Körper und Geschlecht. Leske u. Budrich Wiesbaden. ISBN 978-3-810-03497-7

#### In Herausgeberschaft
- Birgit Schaufler, Christian Boeser (2006): Vorneweg und mittendrin: Porträts erfolgreicher Frauen. Ulrike Helmer Verlag Königstein/Taunus. ISBN 978-3-897-41216-3

### Aufsätze
- Birgit Schaufler (2003): Körperbiografien. Geschlecht und leib-körperliche Identität. In: Hildegard Macha, Claudia Fahrenwald (Hrsg.): Körperbilder zwischen Natur und Kultur. Interdisziplinäre Beiträge zur Genderforschung. Augsburger Reihe zur Geschlechterforschung. Opladen: Leske u. Budrich  Wiesbaden, S. 83–99. ISBN 978-3-663-10539-8
- Birgit Schaufler (2004): Gender Mainstreaming - Perspektiven für die erziehungswissenschaftliche Geschlechterforschung. In: Edith Glaser, Dorle Klika, Annedore Prengel (Hrsg.): Handbuch Gender und Erziehungswissenschaft. Klinkhardt Bad Heilbrunn, S. 574–586. ISBN 3-7815-1323-8
- Birgit Schaufler, Hildegard Macha, Barbara Rendtorff (2007): Gender als soziale Kategorie und pädagogische Herausforderung. In: Micha Brumlik, Hans Merkens (Hrsg.): Bildung, Macht, Gesellschaft. Beiträge zum 20. Kongress der Deutschen Gesellschaft für Erziehungswissenschaft. Schriftreihe der Deutschen Gesellschaft für Erziehungswissenschaft (DGfE). Verlag Barbara Budrich Opladen. ISBN 978-3-86649-872-3
- Birgit Schaufler (2017): Kompetenzen erwerben, um Bildung zu besitzen? Ein Versuch, Hochschulbildung im Modus des Seins zu denken. In: Tilly Miller, Margit Ostertag (Hrsg.): Hochschulbildung. Wiederaneignung eines existenziell bedeutsamen Begriffs. De Gruyter Berlin [u. a.], S. 63–74. ISBN 978-3-11-049818-9
- Birgit Schaufler (2015): Leib, Körper und Geschlecht: Eine Annäherung. In: Gerhard Mertens, Winfried Böhm, Ursula Frost, Volker Ladenthin (Hrsg.): Handbuch der Erziehungswissenschaft. Brill | Schöning Paderborn, 313–361. ISBN 978-3-657-78469-1